# Plácido de Castro
Plácido de Castro – miasto i gmina w Brazylii, leży w stanie Acre. Gmina zajmuje powierzchnię 1943,24 km². Według danych szacunkowych w 2016 roku miasto liczyło 18 336 mieszkańców. Usytuowane jest około 70 km na południowy wschód od stolicy stanu, Rio Branco, oraz około 2700 km na zachód od Brasílii, stolicy kraju. Położone jest nad rzeką Abuna. 
W 2014 roku wśród mieszkańców gminy PKB per capita wynosił 13 199,38 reais brazylijskich.